# Пластинчастий згущувач

Рис. 1. Схема згущувача з похилими пластинами: а – з нижнім підведенням живлення: 1 – завантажувальний пристрій; 2 – корпус; 3 – пластини; 4 – зливний жолоб; 5 – шламовий бункер; б – з верхнім підведенням живлення: 1 – корпус; 2 – похилі пластини; 3 – сітки; 4 – зливний жолоб. Стрілками показано напрям руху частинки.

Рис. 2. Співвідношення напрямів нахилу пластин і подачі живлення.

Пластинчастий згущувач - згущувач, що являє собою камеру (рис.1), в якій встановлений пакет паралельних пластин, розташованих на відстані 35-50 мм один від одного під кутом 25-60 ° до горизонту. Поверхня згущення в цих апаратах чисельно дорівнює сумі горизонтальних площ всіх пластин.

## Загальний опис
Розрізняють проти точні і прямоточні згущувачі. 
У протиточних пластинчастих згущувачах, найбільш прийнятних для гірничорудної промисловості (Рис.), живлення що вводиться між пластинами і згущений продукт рухаються в протилежних напрямках.
Найбільш істотні умови роботи згущувача – рівномірна подача живлення в усі канали, які утворені пластинами, і виключення перемішування вихідного продукту зі згущеною пульпою.
Площа вище введення живлення є зоною прояснення. Її можна збільшити, встановивши додаткові короткі пластини між основними площинами. Тверді частинки в пульпі під час проходження потоку між пластинами випадають на похилі площини, у вигляді згущеного продукту, переміщуються по пластинах і заповнюють трапецієподібну частину згущувача.
Розвантаження згущеного продукту може бути автоматизованим. Контроль його густини може здійснюватися за допомогою g-променів, ультразвуку або вимірюванням електропровідності пульпи. Від вимірювача густини сигнал зазвичай надходить на привод насоса, який змінює витрату згущеного осаду.
При малих кутах нахилу пластин на них накладають вібрації з малою амплітудою коливання. Для ущільнення осаду в трапецієподібній частині апарата може бути встановлений вібратор , який також сприяє вивантаженні осаду з розвантажувального патрубка.
Протиточні пластинчасті згущувачі виготовляють з площею згущення 50, 100 і 200 м2 (намічені до виготовлення з площею згущення до 1000 м2), кут нахилу пластин 45 і 55°. Пластини виготовляють із склопластику, пластмаси, скла, нержавіючої сталі та інших матеріалів. Процес осадження в тонкому шарі можна інтенсифікувати використанням пластин з хвилястою поверхнею. 
Осадження частинок твердої фази і прояснення рідкої фази в тонкому шарі пульпи протікає швидше, ніж у вертикальних згущувачах завдяки зменшенню висоти шару і наявності похилої поверхні.
Основний принцип дії згущувача з похилими пластинами – поєднання збільшеної ефективної площі осадження зі зменшенням висоти падіння частинок. Одночасно відбувається ламінарний рух проясненої води з більш низькою щільністю вгору вздовж похилої площини. Це також збільшує швидкість прояснення.
Для згущення в тонкому шарі використовують згущувачі з набором похилих пластин. Критичний кут нахилу пластин до горизонту, при якому можливе ковзання осаду на дно згущувача, залежить від матеріалу пластин і властивостей твердої фази. Найчастіше α = 45-600. Відстань між пластинами повинна бути 15-20 мм по горизонталі.
Чим менше відстань між пластинами і чим більше відношення довжини пластин до цієї відстані, тим вище швидкість осадження. Для підвищення ефективності прояснення пластини виконують з ребрами, які розташовані перпендикулярно до руху потоку пульпи (лабіринтова насадка). 
Залежно від напрямку нахилу пластин і подачі живлення згущувачі розрізняють (рис. 2): 
1) прямоточні згущувачі
а) живлення подається в напрямку проти нахилу пластин; 
б) живлення подається в напрямку нахилу пластин; 
2) протитечійні згущувачі – живлення подається між пластинами знизу вгору (в); 
3) поперечні згущувачі – живлення подається між пластинами в горизонтальному напрямку (г).
Найбільш високі результати роботи забезпечують згущувачі з протитечійним і поперечним напрямком руху рідини (рис. 2, в,г). Такі згущувачі застосовуються на щільних пульпах і дають більш чистий злив при більшій витраті пульпи. α = 45-55о. За поперечною схемою, коли рідка фаза тече перпендикулярно напрямку переміщення осаду, кут нахилу пластин збільшується до 60о. У цьому випадку збільшується продуктивність згущувача. Згущувачі, які працюють за прямоточною схемою застосовуються для більш крупного матеріалу при невеликому навантаженні і розрідженій пульпі, α = 40-30о. Такі апарати чутливі до коливань навантаження. 
Критичний кут нахилу пластин до горизонту, при якому можливе ковзання осаду на дно згущувача, залежить від матеріалу пластин і від властивостей мінеральних частинок (визначається експериментальним шляхом).